# デジタルステージ
株式会社デジタルステージ （英語名: DIGITALSTAGE INC.） は、東京都世田谷区に本店を置く、ソフトウェアの企画・開発・販売を行なう企業である。CMSの「BiNDup」などを手掛ける。

## 沿革
株式会社デジタルステージは、鴻上尚史主催「劇団第三舞台」などをプロデュースする、株式会社サードステージのデジタルコンテンツ部門（1995年11月 〜 1998年12月）が独立する形で1998年11月にスタート。
「デザイナーの考える未来をカタチにする」をテーマに、ソフトウェアや書籍・ラジオ・イベントなどを展開。坂本龍一の推薦と有名デザイナーによるプロジェクトチームでの活動を行った。
その後山下洋輔のピアノと映像のリアルタイムのセッションイベント「Linkage」を開催。
2002年6月には、映画のようにデジタルカメラの写真を再生できるソフトウェア「LiFE* with PhotoCinema」を発表した。同ソフトでは「フォトシネマ」と呼ばれる写真の映像作品をつくることができる。
その後も「TOKYO DESIGNERS BLOCK」でのLIFE*の展開や、ナイキやApple Computerとの各コラボレーションボックスをリリースしている。
また、同年からオリジナルイベント「LiFE* with Technology」を渋谷WOMBを中心に定期的に開催する。
音楽プロデューサー大沢伸一（モンドグロッソ）や、映像作家新海誠、音楽家と写真家ワタナベヒロシらの豪華ゲストを招き、毎回1000人を超える来場者とともに、独自のテクノロジーショーを展開している。

## 特徴
同社の特徴と動向は主に不定期に発行されるメールマガジンによって知ることができるが、一番の特徴とされるのはソフトウェアメーカーの枠を超えた活動内容が挙げられる。
ビジネスの特徴
企画、開発、販売、サポート、そして関連書籍も含めたあらゆる活動を同社内で行なっている（もしくは同社主導で行なわれる）ところにある。
こうした特殊なポジションを意図的に選んだことにより、最大公約数を狙うビジネスではなく、ある程度の情報リテラシーやクリエイティブ性を持つ（もしくは好む）支持層によって支えられるコミュニティーとビジネス形態を目指しているという 。
コラボレーション
他業種とのコラボレーションが多い。Apple Storeとのコラボボックスでは、Mac OS X発売後に共同プロモーションを行ない、トップページをジャックしたり、有名アーティストも参加する共同のクラブイベントを行なった。ほかにもナイキジャパンとオリジナルシューズとオリジナルソフトウェアの製品を限定でリリースしたり、異業種との連携した。
本業のソフトウェア開発のほかにも「VANDALIZE」と提携したファッション系の作品や、国内外のアーティストが参加するネットラジオ「LiFE* with PhotoRadio」などのメディア展開を2003年より始動している。
2004年には、フリーランスのライターやフォトグラファーらと「デジタルステージ・パブリッシング」を設立。書籍やフリーペーパーなどの出版活動も行ない始めている。
体制
企画、開発は数人から十数人ほどの小規模な「開発クルー」と呼ばれるフリーランスを中心としたデザイナーやプログラマーから構成され、製品ごとにそうしたプロジェクトチームを結成しては解散することを繰り返して運営している。そうしたクリエイティブ主導の開発姿勢によって生み出される製品は、ユーザインタフェースのデザイン性のほか、ユーザーへのライフスタイル提案も含んでいる反面、品質が低いことやサポートでの問題が指摘されている。

## 主な活動

### 製品
| 発売年月日 | 製品名                                                           | 備考                             |
| ---------- | ---------------------------------------------------------------- | -------------------------------- |
| 2011年     | バインド・フォー・ウェブライフ5                                  | Web制作ソフト                    |
| 2010年     | バインド・フォー・ウェブライフ4                                  | Web制作ソフト                    |
| 2009年     | バインド・フォー・ウェブライフ3                                  | Web制作ソフト                    |
|            | ライフ・ウィズ・フォトシネマ3                                    |                                  |
| 2008年     | アイディー・フォー・ウェブライフPlus                             | Flashサイト制作ソフト            |
| 2008年     | バインド・フォー・ウェブライフ2                                  | Web制作ソフト                    |
| 2007年     | バインド・フォー・ウェブライフ                                   | Web制作ソフト                    |
| 2006年     | PhotoCinema the Best side A, side B                              | 同時発売                         |
| 2006年     | ライフ・ウィズ・フォトシネマ2 Plus!                              |                                  |
| 2006年     | ID ShiftBOX vol.4, 5                                             | 同時発売                         |
| 2005年4月  | ライフ・ウィズ・フォトシネマ2                                    |                                  |
| 2004年12月 | ID ShiftBOX vol.1「Blocks!」, vol.2「ProPhoto!」, vo.3「Works!」 | 同時発売                         |
| 2004年7月  | アイディー・フォー・ウェブライフ                                 | Flashサイト制作ソフト            |
|            | ライフ・ウィズ・フォトシネマ Apple edition                       | Apple Computerとのコラボボックス |
|            | ライフ・ウィズ・フォトシネマ NIKE edition (0602TYO)              | ナイキとのコラボボックス         |
| 2002年6月  | ライフ・ウィズ・フォトシネマ                                     |                                  |
|            | netburger (ネットバーガー）                                      | 試験的なIM＆ゲームソフト         |

### 書籍
- 「旅する会社」〜 (株)デジタルステージ代表 平野友康のすごいソフトウェア開発〜  （日本語）
- BiND for WebLiFE*3で作る おしゃれなホームページ （日本語）
- 家族の思い出をカタチにする写真の本 〜LiFE* with PhotoCinema 2 Plus　 （日本語）
- 楽しく、気軽にできる ウェブデザインレシピブック 〜BiND for WebLiFE*2で作るアイデアいっぱいのウェブサイト　 （日本語）
- 伝える 伝わる わたしだけのホームページを作る本 〜BiND for WebLiFE*ではじめる気軽で楽しいウェブデザイン
- お気に入りの雑貨で作る　わたしだけのネットショップを開く本　 （日本語）
- 撮るだけじゃもの足りない人のための「新・デジカメ生活Book」
- ID for WebLiFE*公式ハンドブック！「ホームページのつくりかた」

### イベント
- Linkage
- LiFE* with Technology 1st
- LiFE* with Technology 2nd
- LiFE* with Technology 3rd
- LiFE* with Technology 5th
- LiFE* with Technology 6th
- Super Live

## 受賞歴
バインド・フォー・ウェブライフ （BiND for WebLiFE）
2007年9月　グッドデザイン賞2007中小企業庁特別賞 （日本語）
アイディー・フォー・ウェブライフ（ID for WebLiFE*）
2004年10月    2004年グッドデザイン賞 （日本語）
ライフ・ウィズ・フォトシネマ（LiFE* with PhotoCinema）
2003年12月    平成15年度第18回デジタルコンテンツグランプリ サービス・システム表彰の部パーソナルアーカイブ賞 （日本語）
2003年3月    Mac Fan MVP 2002 MVP 
2003年1月    第8回AMDアワード ベストビジュアルデザイナー賞
2002年12月    平成14年度第6回文化庁メディア芸術祭 デジタルアートインタラクティブ部門 審査委員会推薦作品
2002年10月    2002年度グッドデザイン賞金賞 （日本語）